# Krŏng Suŏng
Krŏng Suŏng är ett distrikt i Kambodja. Det ligger i provinsen Tboung Khmum, i den centrala delen av landet, 90 km öster om huvudstaden Phnom Penh.